# Baltasar Zamán
Baltasar Zamán Inga (Jaramijó, Siglo XVI - Manabí, Siglo XVII), fue un cacique indígena en la Real Audiencia de Quito, conocido por su importancia durante la Real Audiencia de Quito. Nacido en una familia noble, Zamán se distinguió como un "indio ladino" (dominante del idioma y costumbres españolas) y se ganó el favor de la Corona en 1587 al repeler un ataque del corsario inglés Thomas Cavendish en el puerto de Manta. Esta hazaña le valió el título de gobernador de San Esteban de Charapotó, pero su lucha continuó, viajando a España para defender los derechos de su pueblo y buscar títulos y mercedes reales, una búsqueda que se vio marcada por el conflicto con otros líderes indígenas como Francisco Chapi, quien también buscaba el reconocimiento español.  

## Biografía
Don Baltasar Zamán Inga fue un cacique indígena del siglo XVI que destacó por su diplomacia en la Real Audiencia de Quito, específicamente en la región que hoy es Ecuador. Nacido en una familia noble, era hijo de don Pedro Zamán, cacique principal de Jaramijó y Charapotó. Baltasar se distinguió por su habilidad para navegar entre el mundo indígena y el español, hablando el idioma castellano y guardando las costumbres hispanas, lo que le valió el título de "indio ladino". Su liderazgo fue importante para la defensa de su comunidad y el reconocimiento de sus derechos ante la Corona española.

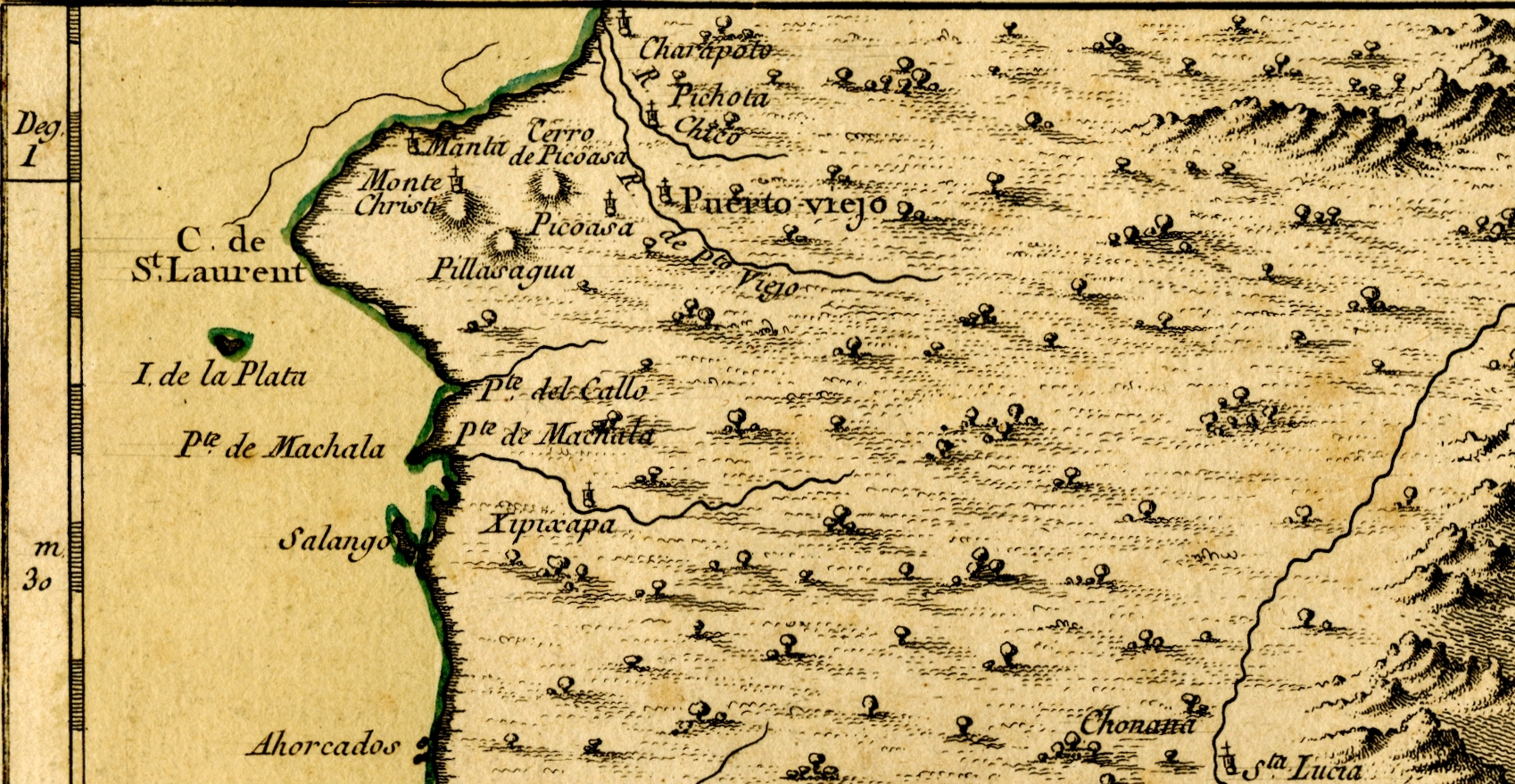
Mapa de la Tenencia de Puerto Viejo donde se muestra a San Esteban de Charapotó

El acto más recordado de Baltasar Zamán ocurrió en 1587, cuando el corsario inglés Thomas Cavendish atacó el puerto de Manta. En un momento, Zamán, con un centenar de guerreros indígenas armados con arcos y flechas, repelió el asalto y salvó la ciudad. Este acto no solo protegió el puerto, sino que le ganó el favor del virrey, quien, en agradecimiento, lo nombró gobernador de San Esteban de Charapotó. En 1589, Zamán demostró su capacidad legal al enfrentarse a los españoles para liberar a los indígenas que trabajaban en sus haciendas, logrando una Provisión Real que le permitía usar "vara de justicia" para proteger a su gente.

### Nobleza
Posteriormente Zamán emprendió un viaje a España para solicitar mercedes al Rey. Lamentablemente, tuvo que vivir dificultades: su barco fue asaltado por otro corsario inglés, quien le robó 14,000 ducados. A pesar de su empobrecimiento, Zamán presentó memoriales detallados de sus servicios, que aún se conservan. Estos documentos revelan su linaje noble y su matrimonio estratégico con doña Gracia, sobrina del cacique de Picoazá, una alianza que fortalecía su posición.
Adoptó una estrategia dual: protegía a sus comunidades indígenas de las extracciones españolas, mientras al mismo tiempo controlaba la mano de obra para sus propios fines económicos. Esta fuerza de trabajo se utilizaba en actividades como la pesca, la ganadería y la agricultura. La capacidad como cacique para mantener cierto poder económico le permitía negociar con los españoles y mantener sus posiciones de liderazgo. En el caso de Zamán, su viaje a la corte en Madrid buscaba capitalizar su poder y linaje, añadiendo el título de "Inga" a su nombre, lo que sugirió una conexión con la élite incaica, a pesar de que por su origen manteño, no formaba parte de la nobleza incaica.  Esta estrategia apuntaba a legitimar sus demandas de ampliar su gobierno a zonas más grandes como el Gobierno de Guayaquil y la Tenencia de Puerto Viejo.

### Gobernador

Perfil constanero de Manabí representado en un atlas de 1685

A pesar de sus pretensiones de obtener un cargo de mayor prestigio, el viaje de Zamán a España no tuvo el éxito esperado. La corte lo remitió a Lima, la sede virreinal, para que allí le concedieran las mercedes que merecía. Tras este revés, Zamán regresó en un nuevo viaje a España, esta vez con una solicitud diferente: un puesto de república, lo que significaba dejar su jurisdicción en Charapotó y Jaramijó, pero que le otorgaría honor y ascenso. La economía de la región en ese entonces, según la misma "Relación anónima", ya estaba orientada al dinero, con los indígenas dedicándose a actividades comerciales como la cría de ganado, la venta de productos locales como cera y pescado, el transporte de mercancías como arrieros, y oficios como la sastrería y la zapatería, con la familia de Zamán destacando entre los "indios ricos".
A su regreso a la corte española, afirmó haber sido recibido personalmente por el rey Felipe II. En 1595, logró que se emitiera una Cédula Real para su nombramiento como gobernador e intérprete de los naturales de Guayaquil y Puerto Viejo, un puesto de mayor prestigio. Sin embargo, este cargo le trajo numerosos conflictos y, lo más importante, no era rentable, ya que el salario era insuficiente. Ante la falta de éxito en el virreinato, Zamán regresó a Lima, donde solicitó un puesto mejor remunerado y más estable cerca del virrey. A pesar de que el virrey le ofreció un cargo de intérprete de la Real Audiencia con un salario modesto, Zamán lo rechazó, argumentando que no era suficiente y provenía de fuentes inestables como las "penas y condenaciones". Persistente, solicitó permiso para volver a España una vez más, buscando una merced que le brindara la remuneración y el honor que él consideraba merecer.

### Controversia con Francisco Chapi
Regresó a la corte española en 1600, presentándose como gobernador de los indios de la provincia de Quito y Guayaquil.  Tras infructuosas gestiones, logró que el rey emitiera un mandato para que se cumplieran sus peticiones. Aunque su linaje no era de Manta, logró ser gobernador de ese puerto, lo que generó un conflicto directo con don Francisco Chapi, el cacique ancestral de Manta. Francisco Chapi también tenía una trayectoria importante y se presentaba como un leal servidor de la Corona. Al igual que Zamán, había provisto bastimentos para las armadas del rey y ayudado en la pacificación del Reino Zambo de Esmeraldas, arriesgando su vida contra "indios, negros y mulatos cimarrones". Chapi era un hombre de gran entendimiento y con un linaje legítimo en Manta. Afirmaba que Zamán, un "indio no principal", le había quitado el cargo de gobernador de Manta mediante un engaño. A diferencia de Zamán, Chapi no viajó a la corte, sino que presentó sus peticiones en Quito, solicitando la gobernación de Manta, Puerto Viejo y Guayaquil, además de privilegios como vestirse y portar armas como un español. También pidió una guardia de honor y el derecho de ser encomendero. La Audiencia en Quito respaldó a Chapi, recomendando que se le otorgara la gobernación y una renta de tributos. Sin embargo, el Consejo en España solo le concedió el derecho de vestirse a la usanza española y portar armas, junto con una carta de recomendación. Es probable que Chapi recuperara su gobernación, ya que, en ese momento, Zamán estaba en Lima, concentrado en su objetivo de convertirse en traductor del virrey.

### Intérprete
En un censo de 1591, se documentaron los diversos pueblos indígenas de la provincia, revelando una compleja red de pequeños asentamientos, que funcionaban como "ayllus horizontales".  Estos núcleos, como Picoazán, Manta y Jaramijó, eran parte de una "geografía de la supervivencia" que los Manteño-Huancavilca utilizaban para adaptarse a su entorno. Las "reducciones", políticas coloniales que reagrupaban a las poblaciones, consolidaron estos asentamientos, creando un mosaico de pueblos con identidades y lenguas distintas. Por ejemplo, la reducción de Charapotó incluyó a los pueblos de Tosagua, Conchipa, Pasao y Toal. La complejidad de la región se reflejaba también en su diversidad lingüística. A pesar de los esfuerzos de "reducción" que agruparon a diferentes comunidades en pueblos como Charapotó, la "Relación anónima" de Guayaquil de 1605 revela que cada grupo mantenía su propia lengua, sin un idioma común, ni siquiera el quechua. Sin embargo, el castellano ya comenzaba a ganar terreno, evidenciando un proceso de castellanización en algunas poblaciones, lo que en ciertos casos llevó a la desaparición de las lenguas nativas. El censo de 1605 también mostró un drástico descenso de la población indígena en la zona, pasando de 120,000 a 1,400 habitantes, lo que hacía que las competencias por los cacicazgos fueran más intensas y el éxito económico, un factor crucial para mantenerse en el poder.